# Turčianky
Turčianky (em húngaro: Turcsány) é um município da Eslováquia, situado no distrito de Partizánske, na região de Trenčín. Tem 3,73 km² de área e sua população em 2018 foi estimada em 147 habitantes.

## Demografia
| Ano:        | 1994 | 2004    | 2014   | 2024    |
| ----------- | ---- | ------- | ------ | ------- |
| Broj ljudi: | 138  | 156     | 150    | 134     |
| Razlika:    |      | +13,04% | -3,84% | -10,66% |

| Ano:               | 2023 | 2024   |
| ------------------ | ---- | ------ |
| Número de pessoas: | 135  | 134    |
| Diferença:         |      | -0,74% |